# مگس‌گیر سینه‌گندمی
مگس‌گیر سینه‌گندمی (نام علمی: Aphanotriccus capitalis) یا مگس گیر سالوین، یک پرنده گنجشک‌سان کوچک از تیرهٔ ژیان‌مرغان است. در مناطق پست کارائیب و کوهپایه‌ها تا ارتفاع ۱۰۰۰ متری از شرق نیکاراگوئه تا شمال کاستاریکا زادآوری می‌کند، اگرچه همهٔ رکوردهای نیکاراگوئه نمونه‌های تاریخی جمع‌آوری‌شده در نزدیکی دریاچه نیکاراگوئه یا خروجی آن هستند.